# Magyars orientaux

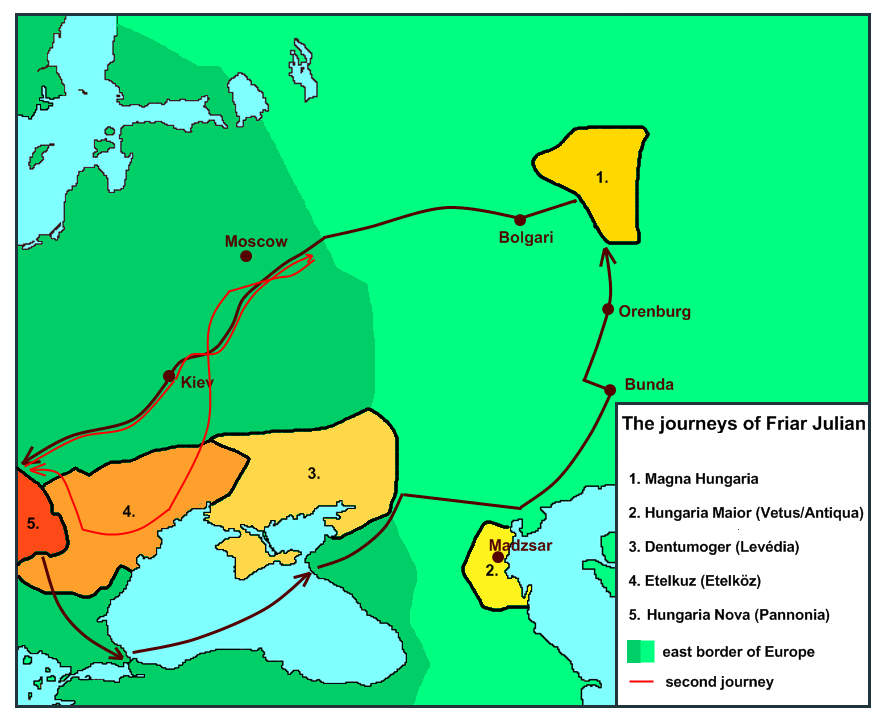
Carte historique de territoires hongrois et russes.

Les Magyars orientaux (hongrois : keleti magyarok) désignent les populations que frère Julien a décrit avoir rencontrées au XIIIe siècle sur le territoire originel de la Magna Hungaria (« Grande Hongrie »), à l'ouest de l'Oural. Leur existence relève de l'hypothèse scientifique et suscite de nombreux débats historiographiques ainsi que des investigations ethnographiques. L'hypothèse la plus répandue en ferait des Magyars n'ayant pas participé à la migration vers l'ouest et à l'Honfoglalás,.
Au XIIIe siècle, Jean de Plan Carpin signala la Magna Hungaria près du pays des Bachkirs et Guillaume de Rubrouck fera la même observation un peu plus tard.
Selon l'humaniste italien Antonio Bonfini, le roi Matthias Corvin envoya dans l'Oural des négociants qui engagèrent les derniers Magyars à venir en Hongrie mais le Tsar de Russie Ivan III s'opposera à leur passage.
Les descendants des Magyars orientaux pourraient être les Madiars.